# Motosegadora
Una motosegadora es una máquina automotriz utilizada para cortar hierba y forraje. El producto segado con la máquina viene depositado en el suelo acumulándose en forma de hilera o bien, cuando la motosegadora incorpora un mecanismo atador, formando gavillas. Su uso ha permitido mecanizar labores de siega muy duras, cuya realización manual o con la ayuda de animales requería largas jornadas de trabajo en el campo.

## Los inicios de la motosegadora
Las primeras motosegadoras datan de 1943 y fueron diseñadas y construidas por el ingeniero Luigi Castoldi, fundador de BCS, en Abbiategrasso (Milán). Se trataba de máquinas dotadas de un motor de explosión de baja potencia unido a un chasis que albergaba todos los elementos de transmisión y el sistema de corte, cuya anchura era de poco más de un metro.
A la primera motosegadora modelo 242 le siguieron la 246 y la 256. Este último modelo con ruedas neumáticas. Más adelante, en la década de los 60, BCS ideó la 622 que revolucionó la forma de segar y se hizo muy popular.
El éxito de la motosegadora BCS 622, que todavía se fabrica hoy en día, traspasó muy pronto las fronteras de Italia expandiéndose por todo el mundo. Su éxito propició también la aparición de múltiples imitaciones, como la Bedogni Olympia, la Bertolini, la Agostini Meccanica o la Laverda, por citar algunas de las más significativas. 
El Museo nacional de la Ciencia y de la Tecnología Leonardo da Vinci de Milán tiene en exposición una de las primeras motosegadoras diseñadas por el ingeniero Luigi Castoldi.

## La motosegadora atadora o agavilladora
La motosegadora atadora, también conocida como motosegadora agavilladora, permite además de cortar las mies atarlas y formar gavillas automáticamente, ahorrando el trabajo manual y consiguiendo un alto rendimiento en cultivos como el trigo, el centeno, el sésamo, el algodón o el arroz, entre otros.
La atadora es básicamente un implemento acoplado al chasis de la motosegadora cuya función es la de formar gavillas y descargarlas en el suelo, ya anudadas. La descarga se efectúa entre las ruedas de la máquina, lo cual hace necesario el alzado de los ejes de las ruedas, unidas de este modo por un puente realzado. De aquí el nombre de “motosegadora a puente” dado al modelo 622 y a otros inspirados en él. Esto mismo explica también el descentramiento de la dirección y del sillín, situados al lado izquierdo de la máquina en el sentido de la marcha para dejar el paso libre a las gavillas que la máquina va depositando en el suelo.

## La evolución de la motosegadora

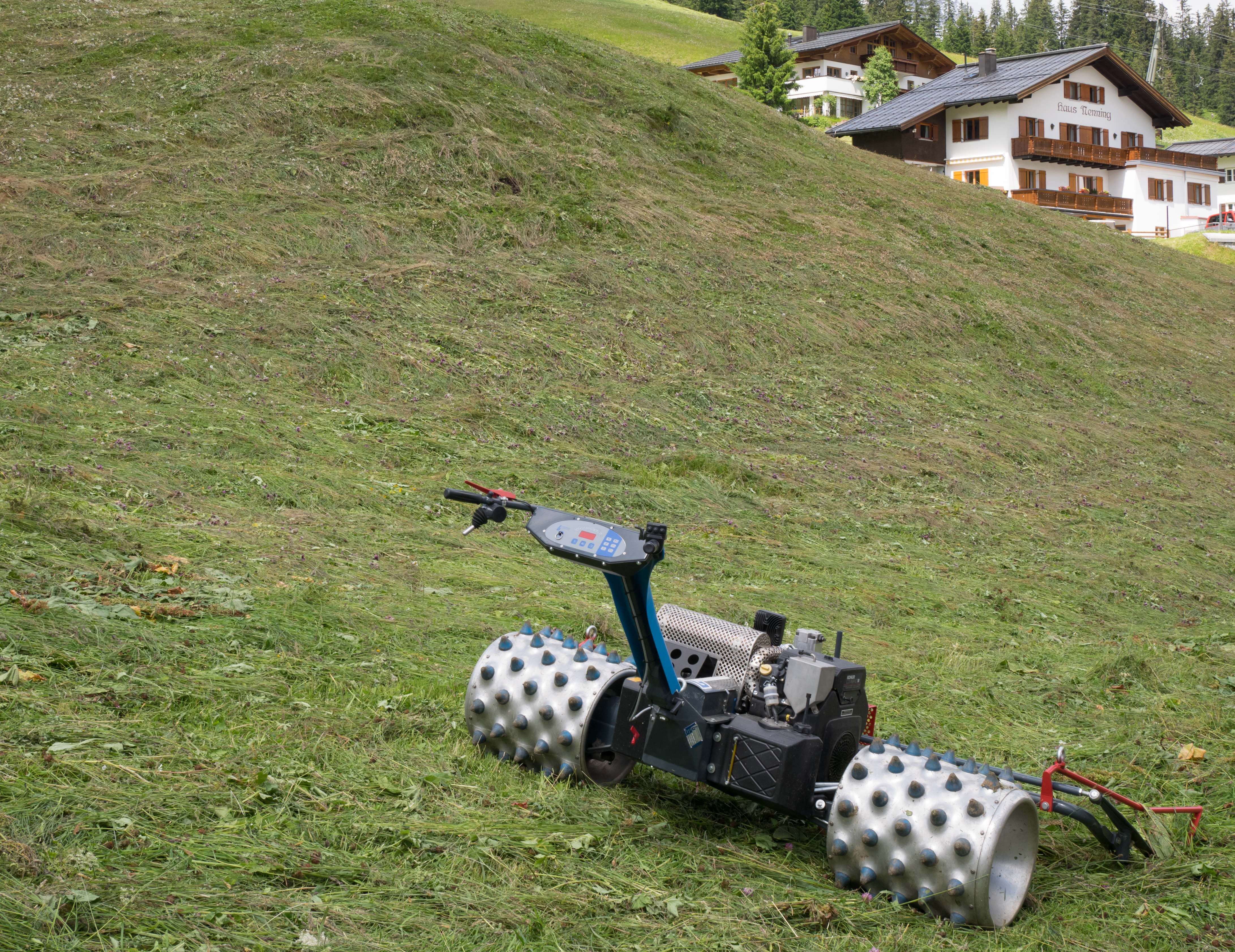
Motosegadora en los Alpes

El concepto de motosegadora “a puente” evolucionó en la década de los 70 hacia un tipo de máquina automotriz distinta, guiada mediante manceras por un operador que marcha a pie en lugar de sentado sobre la máquina. 
La transmisión viene colocada en posición frontal y la anchura de trabajo mínima empieza en 70-80 cm. Todas estas características la hacen apta para trabajar en la montaña, en terrenos irregulares, en pendientes y en términos generales allí donde los tractores no pueden acceder o bien resultan demasiado aparatosos.